# Alex Azzopardi
Alexander Azzopardi – detto Alex – (24 marzo 1961) è un ex calciatore maltese.

## Carriera

### Club
Dal 1981 al 1992 ha sempre giocato con l'Ħamrun Spartans.

### Nazionale
Nel 1982 ha esordito con la Nazionale maltese, giocando 45 partite fino al 1991.